# Música del archipiélago de San Andrés, Providencia y Santa Catalina
Los antecedentes de la música típica del Archipiélago de San Andrés, Providencia y Santa Catalina recibió la influencia europea desde el año 1627, con la llegada de los primeros colonizadores de las islas, la historia data, que los primeros colonizadores que llegaron a las islas para poblarla, eran los puritanos ingleses.

## Historia
Las danzas típicas de los isleños llegaron a las islas de San Andrés, Providencia y Santa Catalina, durante la colonización de 1627 a 1641. Los colonos ingleses trajeron su música y sus danzas típicas, las que hoy conocemos como: El Shottise, Mento, Polka, Jumping Polka, Calipso y Mazurca.
Los colonos tenían una plaza pequeña en el centro de su asentamiento donde se entretenían bajo la luz de la luna. Por la madrugada y durante las noches oscuras, sin claro de luna, hacían fogatas, cantaban y bailaban, esas danzas que eran de origen europeo (inglés en particular) y africanas.
Los bailes representativos de los esclavos mostraban cómo cazaban los animales de la jungla, este era el momento en donde los amos y sus esclavos se reunían para entretenerse. Estos bailes se mezclaban con relatos de la vida cotidiana, una de las danzas favoritas era el Ring Play, que era una especie de juego para los hijos de los esclavos. Para los bailes las mujeres usaban vestidos largos que eran de usanza de la comunidad inglesa, los varones se vestían con un saco negro, pantalón negro, camisa blanca y zapatos negros.
Los instrumentos utilizados en la música interpretada por los esclavos, eran la armónica, el arpa, la guitarra o los tambores. Adicionalmente se utilizaba una quijada de caballo, tinajo, mandolina y maracas, muchos de estos instrumentos eran hechos por los mismos esclavos.